# 비비 보릴리
비비 보릴리(Bibi Bourelly, 1994년 7월 14일 ~ )는 로스앤젤레스에 기반을 둔 독일의 싱어송라이터이다. 가수 리한나의 "Bitch Better Have My Money"을 작곡했고 릴 웨인의 곡 "Without You"와 닉 브루어의 곡 "Talk to Me" 피쳐링을 했다. 2015년 싱글 "Riot"과 "Ego"를 발매했으며, 2016년에 데뷔 앨범을 발매할 예정이다.

## 생애
1994년 7월 14일, 독일 베를린에서 태어났다. 모로코와 아이티 혈통이다. 아버지는 유명 기타리스트 진 폴 보릴리이며 어머니는 베를린 세계 문화의 집 (Haus der Kulturen der Welt) 예술부서장이였다. 아버지가 음악인였기에 자주 콘서트를 보러 다녔고, 4살 때부터 곡을 쓰기 시작했다. 11살 때, 처음으로 아버지와 투어 공연을 다녔다. 미국 메릴랜드주에서 고등학교를 다녔다.

## 경력
메릴랜드에 있을 때, 프로듀서 페이퍼보이 파베와 작업을 시작했다. 후에 파베는 그녀에게 로스앤젤레스에서 칸예 웨스트와의 만남을 마련해줬다. 이 만남으로 리한나의 곡 "Higher" 프로듀싱에 참여했는데, 이 곡은 보릴리가 30분 만에 쓴 곡이다. 리한나는 보릴리가 쓴 다른 곡들도 들어보고서는, "Bitch Better Have My Money"를 본인의 앨범 ANTI 의 리드 싱글로 정했다.
2015년 4월, 첫 싱글 "Riot"을 발매했다. 2015년 7월, 릴 웨인의 곡 "Without You" 피쳐링을 맡았다. 한 달 후 닉 브루어의 곡 "Talk to Me" 피쳐링을 맡았다. 크리스 브레이드와 셀레나 고메즈의 곡 "Camouflage"를 공동으로 썼다. 나스와 함께 어셔의 곡 "Chains" 피쳐링을 맡았다.
2015년 10월, 두번째 싱글 "Ego"를 발매했다. 이 곡은 스포티파이에서 화제가 되어 여러 국가 차트 상위권에 올랐다. 미국에서는 2위, 영국에서는 8위, 전세계 4위까지 올랐다. "Ego" 뮤직비디오는 고향인 베를린에서 촬영되었으며, 그녀의 계모인 Branwen Okpako가 디렉팅을 했다.
2016년 3월, 세번째 싱글 "Sally"를 발매했다. 지미 팰런이 진행하는 더 투나잇 쇼에서 텔레비전 데뷔를 했다.